# 余爌
余爌（1505年—？），字德明，號柏坡，江西饒州府樂平縣人，明朝政治人物。

## 生平
嘉靖十年（1531年）辛卯科江西鄉試第十八名舉人，嘉靖十四年（1535年）乙未科三甲第四十九名進士。授行人，擢授兵科給事中，二十年二月升吏科右，劾奏吏部主事李棟与副使張意分受赃私，言吏部尚書許讚用人不明，李棟被罢黜。九月升禮科左，又直疏边方抚臣龙大有、樊继祖等贪冒失机之罪，荐宿望名臣曾铣、韩邦奇，计安边境，朝论壮之。又条陈六事。以輔臣夏言得罪，二十一年七月对品调外任，谪浙江布政司都事，二十三年升福建建阳知縣、郡丞，累官至福建按察司佥事、分巡兴泉道，剿安溪九龙洞剧盗，贼魁陈日辉就擒，空其巢洞，闽人士为勒平寇碑颂功德。遷貴州左參議，嘉靖三十六年官至湖廣副使、辰沅兵备道，驻沅州。丁外艰，卒于家，祀名宦。

## 家族
曾祖余壽增；祖父余榮福；父余豸。母彭氏。具庆下。弟余炯（贡士）。